# Adolph Drewsen
Adolph Ludvig Drewsen (født 20. marts 1803 i København, død 2. februar 1885 sammesteds) var en dansk jurist. Han var søn af papirfabrikant, ejer af Strandmøllen Christian Drewsen og dennes 3. hustru, Anna Christine Dorothea, født Lassen, og halvbror til J.C. Drewsen
Drewsen blev 1820 student fra Borgerdydskolen i København, juridisk kandidat 1824, auditør i armeen 1826, var 1830-1852 auditør, regnskabsfører og docent i retslære ved Søkadetkorpset. Han blev 1832 tillige assessor i Københavns Politiret, 1845 assessor i Kriminal- og Politiretten, 1846 justitsråd, 1847 justitiarius for sidstnævnte ret, 1852 etatsråd, 1868 kommandør af 1. grad af Dannebrogordenen, 1869 konferensråd, entledigedes som justitiarius 1879 og udnævntes samtidig til Storkors af Dannebrog som en påskønnelse af den nidkærhed og dygtighed, hvormed han i en lang årrække havde røgtet sit betydningsfulde embede. Ved siden af sin hovedvirksomhed beklædte han forskellige æres- og tillidshverv. Som en anerkendelse af hans store interesse for og indsigt i forskellige landbruget vedrørende forhold hædrede Landhusholdningsselskabet ham ved 1860 at udnævne ham til en af præsidenterne for selskabet, men allerede 1866 fratrådte han denne stilling; derimod var han fra 1865-1882 medlem af direktionen for Tontinen af 1800 og fra 1870 til sin død ekstraordinær assessor i Højesteret. Han var en nobel, human og fintfølende mand, hvis hjerte ikke slog mindst varmt for samfundets svageste. Han var således ikke blot medstifter af, men også i over en menneskealder sjælen i Foreningen af 1837 til forsømte Børns Frelse. Han ægtede 18. oktober 1826 Ingeborg Nicoline Collin (født 23. august 1804, død 27. maj 1877), en datter af gehejmekonferensråd Jonas Collin. De var forældre til Viggo og Harald Drewsen.